# Apple Music Festival
L'Apple Music Festival, noto dal 2007 al 2014 come iTunes Festival, è un evento musicale organizzato ogni anno alla Roundhouse di Londra dal 2007 e sponsorizzato da Apple.

## 2007
Luogo: Institute of Contemporary Arts, The Moll, Londra.

### Artisti partecipanti
- Mika
- Travis
- Groove Armada
- Kasabian
- Stereophonics
- The Maccabees
- Athlete
- Amy Winehouse
- Ludovico Einaudi
- Crowded House
- Jamie Woon
- Beverly Knight
- Paolo Nutini
- Elisa

## 2008
Luogo: KOKO, Camden Town, Londra.

### Artisti partecipanti
- 1/7 N.E.R.D + Kenna + Chester French
- 2/7 Paul Weller + Glasvegas
- 3/7 Hadouken! + Does It Offend You, Yeah?
- 4/7 The Feeling + Gabriella Cilmi
- 5/7 Roots Manuva + Sway
- 6/7 Elliot Minor + Kids In Glass Houses
- 7/7 The Black Kids + Foals
- 8/7 Lightspeed Champion + Pete & The Pirates
- 9/7 The Ting Tings + Florence and The Machine
- 10/7 Jamie Lidell + Yelle + Laura Izibor
- 11/7 The Script + Sam Beeton
- 12/7 James Blunt + Beth Rowley
- 13/7 John Legend
- 14/7 Death Cab For Cutie + I Was A Cub Scout
- 15/7 The Zutons + Red Light Company
- 16/7 CSS + Alphabeat
- 17/7 Guillemots + Lykke Li
- 19/7 Feeder + Infadels
- 20/7 Niel Cowley trio + Portico Quartet
- 21/7 Sam Sparro + Annie
- 22/7 Suzanne Vega + Seth Lakeman
- 23/7 The Script + Sam Beeton
- 24/7 McFly
- 25/7 Taio Cruz + Jay Sean
- 26/7 Chaka Khan
- 28/7 Pendulum + INME
- 30/7 The Pretenders

## 2009
Luogo: The Roundhouse, Camden Town, Londra.

### Artisti partecipanti
- 1/7 Jamie T + Slow Club
- 2/7 Fightstar + In Case of Fire
- 3/7 Jack Peñate + Golden Silvers
- 4/7 Flo Rida + Ironik
- 5/7 Snow Patrol + Silversun Pickups + Animal Kingdom
- 6/7 Franz Ferdinand + Passion Pit
- 7/7 Mr Hudson w/ Kanye West + Kid British
- 8/7 David Guetta w/ Kelly Rowland
- 10/7 Paolo Nutini + Marina and the Diamonds
- 11/7 La Roux + Dan Black
- 13/7 Newton Faulkner + Ray Gun
- 14/7 Placebo
- 15/7 Friendly Fires + Magistrates
- 16/7 Simple Minds
- 17/7 Noisettes + Skint & Demoralised
- 18/7 Calvin Harris + Miike Snow
- 19/7 Bat For Lashes
- 20/7 Bloc Party + Delphic + The Invisible
- 21/7 Oasis + The Enemy
- 22/7 Kasabian + Twisted Wheel
- 23/7 Graham Coxon + Esser
- 24/7 a-ha + Reamonn
- 25/7 Stephen Fry + Mumford & Sons + The Temper Trap
- 26/7 Madeleine Peyrox + Imelda May
- 27/7 The Saturdays + Sophie Ellis Bextor + Girls Can't Catch
- 28/7 Amadou and Mariam + Charlie Winston
- 29/7 Simian Mobile Disco
- 30/7 The Hoosiers + Steve Appleton
- 31/7 Mika + Eric Hassle

## 2010
Luogo: The Roundhouse, Camden Town, Londra.

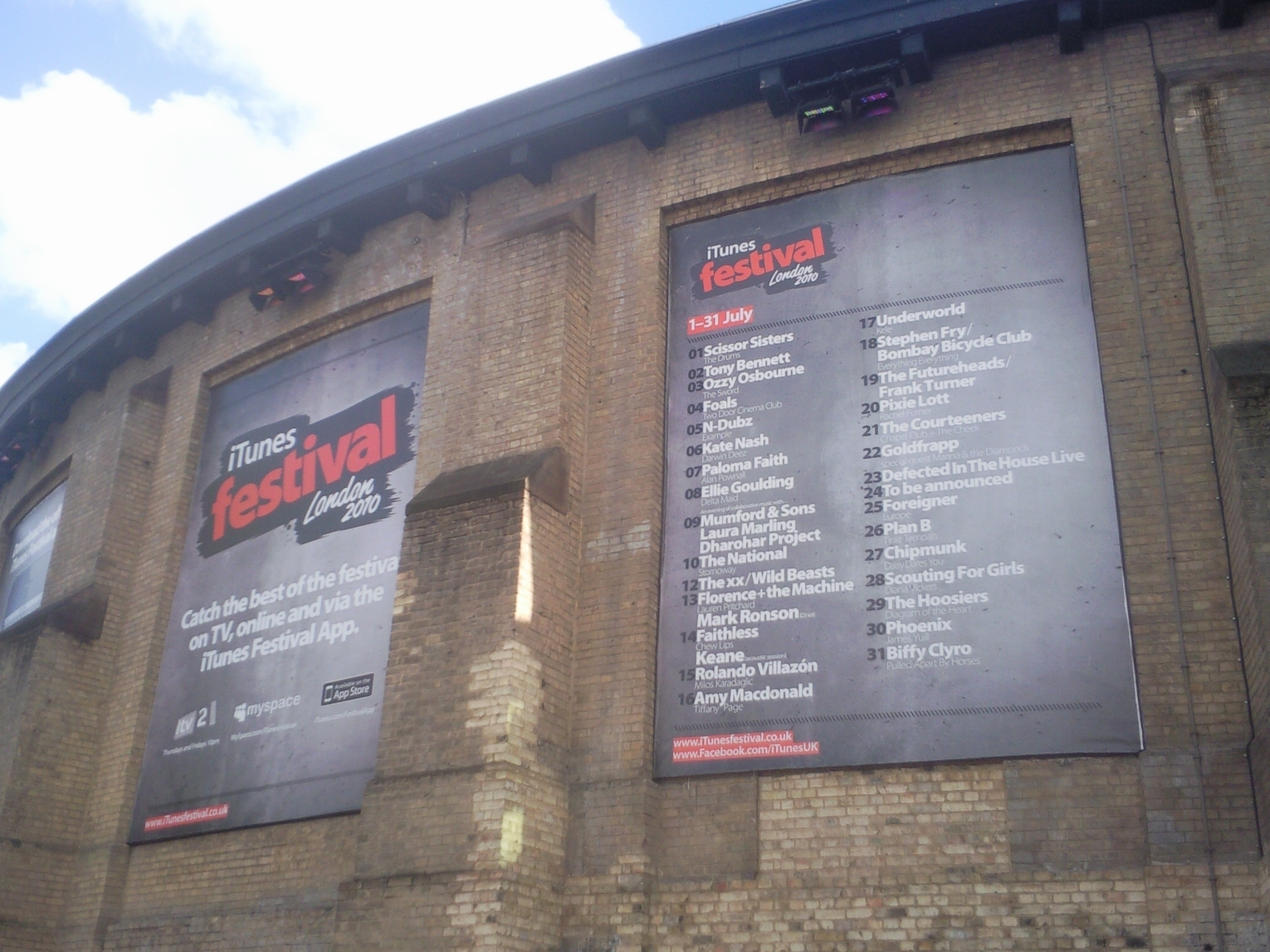
La Rondhouse di Londra durante l'iTunes Festival 2010

### Artisti partecipanti
- 1/7 Scissor Sisters + The Drums
- 2/7 Tony Bennett
- 3/7 Ozzy Osbourne
- 4/7 Foals + Two Door Cinema Club
- 5/7 N-Dubz + Example
- 6/7 Kate Nash + Darwin Deez
- 7/7 Paloma Faith + Alan Pownall
- 8/7 Ellie Goulding + WOON
- 9/7 Mumford & Sons
- 10/7 The National + Stornoway
- 11/7 Sia + Lissie
- 12/7 The XX + Wild Beasts
- 14/7 Faithless + Chew Lips
- 16/7 Amy MacDonald + Tiffany Page
- 17/7 Underworld + Kele
- 19/7 The Futureheads + Frank Turner
- 20/7 Pixie Lott
- 21/7 The Courteeners + Chapel Club + The Cheek
- 22/7 Goldfrapp + Marina and the Diamonds
- 23/7 Defected In The House
- 26/7 Plan B + Tinie Tempah
- 27/7 Chipmunk + Daisy Dares You
- 28/7 Scouting for Girls + Diana Vickers
- 30/7 Phoenix
- 31/7 Biffy Clyro + Pulled Apart By Horses

## 2011
Luogo: The Roundhouse, Camden Town, Londra.

### Artisti partecipanti
- 1/7 Paul Simon
- 2/7 Seasick Steve + Smoke Fairies
- 3/7 Manic Street Preachers + Dry The River + Ramona + Ukulele for Dummies
- 4/7 Linkin Park + Neon Trees
- 5/7 Beady Eye + Gwyneth Paltrow
- 6/7 Arctic Monkeys + Miles Kane
- 7/7 Adele + Michael Kiwanuka
- 8/7 Bruno Mars + Ed Sheeran
- 9/7 My Chemical Romance + Evaline
- 10/7 Glasvegas + Cat's Eyes + Beatsteaks
- 11/7 Foo Fighters + Jimmy Eat World
- 12/7 The Script + Loick Essien
- 13/7 White Lies + The Naked and Famous + Alice Gold
- 14/7 Friendly Fires + SBTRKT
- 15/7 Hard-Fi + David Nicholls
- 16/7 The Wombats + All the Young
- 17/7 Raphael Saadiq + Bluey Robinson + Selah Sue + MEDI
- 18/7 Rumer + Caitlin Rose + Mark Radcliffe
- 19/7 Katy B + Jamie Woon
- 20/7 The Wanted + Dionne Bromfield + Encore
- 21/7 Swedish House Mafia + Alex Metric
- 22/7 Coldplay + The Pierces
- 23/7 Mogwai + Errors
- 24/7 Noah and the Whale + Fixers
- 24/7 One Direction
- 25/7 Lang Lang + 2Cellos
- 26/7 Magnetic Man + Alex Clare
- 27/7 Example + Wretch 32 + Yasmin
- 28/7 Chase & Status + Nero
- 29/7 Kasabian + PENGu!NS
- 30/7 James Morrison + Benjamin Francis Leftwich
- 31/7 Moby + Silver Apples

## 2012
Luogo: The Roundhouse, Camden Town, Londra.

### Artisti partecipanti
- 1/9 Lady Gaga
- 2/9 Ed Sheeran + Charli XCX + Rudimental
- 3/9 Olly Murs + The Milk
- 4/9 Plan B + Delilah + Ryan Keen
- 5/9 Emeli Sandé + Bastille + Gabrielle Aplin
- 6/9 JLS + Conor Maynard
- 7/9 Elbow + Bat for Lashes
- 8/9 Jack White + Band of Horses
- 9/9 deadmau5 + Foreign Beggars
- 10/9 Norah Jones + Beth Orton
- 11/9 The Killers + Jake Bugg
- 12/9 Noel Gallagher's High Flying Birds - The Soundtrack of Our Lives
- 13/9 Pink (cantante) + Walk the Moon
- 14/9 Labrinth + Josh Kumra
- 15/9 David Guetta + Calvin Harris
- 16/9 Rebecca Ferguson + Laura Mvula
- 17/9 Example + DJ Fresh + Hadouken!
- 18/9 Andrea Bocelli + Laura Wright + CARisMA
- 19/9 Matchbox Twenty + OneRepublic
- 20/9 One Direction + Angel
- 21/9 Jessie J - Lonsdale Boys Club
- 22/9 Biffy Clyro - Frightened Rabbit
- 24/9 Mumford & Sons + Willy Mason
- 25/9 Lana Del Rey + Benjamin Francis Leftwich
- 26/9 Ellie Goulding + Haim
- 27/9 Madness + Reverend and The Makers
- 28/9 Alicia Keys + Lianna La Havas
- 29/9 Hot Chip + Kindness
- 30/9 Muse

## 2013
Luogo: The Roundhouse, Camden Town, Londra.

### Artisti partecipanti
- 1/9 Lady Gaga + DJ White Shadow
- 2/9 Sigur Rós + Poliça
- 3/9 The Lumineers + PHOX
- 4/9 Paramore + Fenech-Soler
- 5/9 Rizzle Kicks + Eliza Doolittle
- 6/9 Queens of the Stone Age + Palma Violets
- 7/9 Phoenix + Little Green Cars (cancellato)
- 8/9 Bastille + The 1975
- 9/9 Arctic Monkeys + Drenge
- 10/9 Jake Bugg + Valerie June
- 11/9 Kings of Leon + Jimmy Eat World
- 12/9 Elton John + Tom Odell
- 13/9 Avicii + Henrik B
- 14/9 Chic + Janelle Monáe
- 15/9 Vampire Weekend + The Olms
- 16/9 Jack Johnson + Bahamas
- 17/9 Ludovico Einaudi + Agnes Obel
- 18/9 Thirty Seconds to Mars + The Family Rain
- 19/9 Kendrick Lamar + Schoolboy Q
- 20/9 Primal Scream + Skinny Girl Diet
- 21/9 Haim + Gabrielle Aplin + Bipolar Sunshine + Dan Croll
- 22/9 Ellie Goulding + Laura Welsh
- 23/9 Jessie J + Lawson
- 24/9 Robin Thicke + Aloe Blacc
- 25/9 Pixies + No Ceremony
- 26/9 Tinie Tempah + Naughty Boy
- 27/9 Dizzee Rascal + Katy B
- 28/9 John Legend + Tamar Braxton
- 29/9 Justin Timberlake + Mikky Ekko
- 30/9 Katy Perry + Iggy Azalea + Icona Pop

## 2014
Nel 2014 l'iTunes Festival ha avuto due edizioni. La prima si è tenuta per la prima volta in assoluto negli Stati Uniti, con 5 date al Moody Theater di Austin, in Texas, dall'11 al 15 marzo. La seconda si terrà come i precedenti anni a settembre alla Rondhouse di Londra.

### Artisti partecipanti

#### Austin
- 11 marzo Coldplay + Imagine Dragons + London Grammar
- 12 marzo Kendrick Lamar + ScHoolboy Q + Isaiah Rashad
- 13 marzo Soundgarden + Band of Skulls + Capital Cities
- 14 marzo Pitbull + Zedd + G.R.L.
- 15 marzo Keith Urban + Willie Nelson + Mickey Guyton

#### Londra[2][3]
- 1º settembre Deadmau5 + Friend Within + Kate Simko & London Electronic Orchestra
- 2 settembre Beck + Jenny Lewis
- 3 settembre David Guetta + Clean Bandit + Robin Schulz
- 4 settembre 5 Seconds of Summer + Charlie Simpson
- 5 settembre Kasabian
- 6 settembre Tony Bennet + Imelda May
- 7 settembre Calvin Harris + Kiesza
- 8 settembre Robert Plant + Lke Sital-Singh
- 9 settembre Sam Smith + Sohn
- 10 settembre Pharrell Williams + Jungle
- 11 settembre Maroon 5 + Matthew Koma
- 12 settembre Elbow
- 13 settembre Paolo Nutini
- 14 settembre David Gray
- 15 settembre The Script + Foxes
- 16 settembre Blondie + Chrissie Hynde
- 17 settembre Gregory Porter + Eric Whitacre
- 18 settembre Jessie Ware
- 19 settembre Sbtrkt + Jamie xx
- 20 settembre Rudimental + Jess Glynne
- 21 settembre Ryan Adams + First Aid Kit
- 22 settembre Jassie J + James Bay
- 23 settembre Placebo + The Mirror Trap
- 24 settembre Ben Howard + Hozier
- 25 settembre Mary J. Blige + Gorgon City
- 26 settembre Lenny Kravitz
- 27 settembre Kylie Minogue + MNEK
- 28 settembre Nicola Benedetti + Milos + Alison Balsom
- 29 settembre Ed Sheeran + Foy Vance
- 30 settembre Plácido Domingo + Khatia Buniatishvili

## 2015
Il 18 agosto 2015 Apple ha comunicato alcuni nomi di artisti che avrebbero partecipato all'edizione del 2015 del festival, che ha cambiato nome in Apple Music Festival. IL festival si è tenuto presso la Roundhouse di Camden Town, a Londra, ed è stato trasmesso da Apple Music.

### Artisti partecipanti
- 19 settembre Ellie Goulding + Andra Day
- 20 settembre Take That + Charlie Puth
- 21 settembre Carrie Underwood + The Shires + Cam
- 22 settembre One Direction + Little Mix
- 23 settembre The Weeknd + Grace Mitchell + Justine Skye
- 24 settembre The Chemical Brothers + Hudson Mohawke
- 25 settembre Disclosure + NAO + Lion Babe
- 26 settembre Pharrell Williams + Leon Bridges
- 27 settembre Mumford & Sons + Jack Garratt
- 28 settembre Florence + The Machine + James Bay